# Robert Daniels (Boxer)
Robert Daniels (* 30. August 1968 in Miami, Florida, USA) ist ein ehemaliger US-amerikanischer Profiboxer und Weltmeister der WBA im Cruisergewicht.

## Profikarriere
Daniels musste bereits in seinem dritten Profikampf seine ersten Niederlage hinnehmen. Im Jahre 1988 schlug er unter anderen Michael Johnson und gewann dadurch den USA Florida State Title. Durch eine geteilte Punktentscheidung eroberte er gegen Dwight Qawi im darauffolgenden Jahr den vakanten WBA-Weltmeistergürtel und verteidigte diesen anschließend gegen Craig Bodzianowski durch einstimmigen Beschluss und gegen Taoufik Belbouli mit einem Unentschieden. 
Bobby Czyz nahm ihm 1991 den Gürtel ab, indem er ihn durch eine geteilte Punktentscheidung (112:119, 114:116, 161:114) besiegte. Des Weiteren errang er im Jahr 1998 mit einem K.-o.-Sieg in Runde 7 über den ungeschlagenen Don Diego Poeder den völlig unbedeutenden Weltmeistergürtel des Verbandes IBO. 2001 holte er sich ebenfalls den unbedeutenden Weltmeistertitel der WBF und 2003 den der IBA.